# Thomas Bilotti
Thomas Bilotti (ur. 23 marca 1940 w Staten Island, zm. 16 grudnia 1985 w Nowym Jorku) – amerykański gangster pochodzenia włoskiego, główny doradca i ochroniarz „Big Paula” Paula Castellano, bossa rodziny Gambino. 16 grudnia 1985 razem ze swoim szefem został zastrzelony na polecenie Johna Gottiego przed restauracją Sparks Steak House na Manhattanie.
Bilotti uwielbiał rozstrzygać spory przy użyciu zwykłego kija baseballowego. Jego bezwzględność i brutalność miała zapewnić „Big Paulowi” poczucie bezpieczeństwa i ochronić go przed Johnem Gotti.